# Fladen
Fladen este o arie protejată (arie specială de conservare — SAC, sit de importanță comunitară — SCI) din Suedia întinsă pe o suprafață de 13.292,3 ha, integral pe uscat.

## Localizare
Centrul sitului Fladen este situat la coordonatele 57°09′30″N 11°44′45″E / 57.1584°N 11.7459°E.

## Înființare
Situl Fladen a fost declarat sit de importanță comunitară în noiembrie 2003 pentru a proteja 1 specie de animale. Situl a fost protejat și ca arie specială de conservare în martie 2011.

## Biodiversitate
Situată în ecoregiunile continentală și marină Atlantică, aria protejată conține 3 habitate naturale: Bancuri de nisip acoperite în permanență slab de apă marină, Recifuri, Structuri submarine provocate de scurgeri de gaze.
La baza desemnării sitului se află o specie protejată de  mamifere: marsuin (Phocoena phocoena).